# En femmer
En femmer er en dansk kortfilm fra 2004 med instruktion og manuskript af Amel Dzemidzc.

## Handling
En mand går op i en lejlighed. Han kigger ud af vinduet til baggården, hvor tre børn leger. I vinduet overværer han et kærlighedsdrama i børnehøjde mellem en stille dreng med en tennisbold, en smart dreng med et skateboard og en pige der balancerer på en bænk.